# Vlag van Flémalle
De vlag van Flémalle is op 18 juni 1991 bij raadsbesluit vastgesteld als de vlag van de Luikse gemeente Flémalle. De vlag kan als volgt worden beschreven:
Rood, gedeeld door een witte oplopende golvende diagonaal, met een geel houweel in kanton en zes gele cirkels geplaatst 3+2+1 in rechtsonder.
De vlag werd pas op 18 december 1991 bevestigd door de Franse Gemeenschapsregering. De vlag is volledig gebaseerd op het gemeentewapen en ziet er dus helemaal hetzelfde uit. De golvende baan verwijst naar de rivier de Maas, de piekbijl van de aluinmijn herinnert aan het industriële verleden van de stad, en de zes schijven vormen een druif die doet denken aan de oude wijngaarden, evenals aan de zes voormalige gemeenten die Flémalle vormen.